# Protegé
Protegé eller skyddsling avser en person som får stöd, skydd eller försvar av någon.
Begreppet kan användas för en ung person, som får möjligheter eller förmåner på grund av understöd eller kontakter. Begreppet kan vara förminskande och ange eller antyda att protegén på egen hand inte skulle kunnat uppnå en viss position. Den som ger sådant stöd eller skydd sägs protegera.
Ordet härstammar från latinets protegere, "betäcka", "skydda", av pro–, "framför", "före", och tegere, "täcka".